# Ненохі (1933)
Ненохі (Nenohi, яп. 子日) – ескадрений міноносець Імперського флоту Японії, який брав участь у Другій світовій війні. 
Корабель, який став другим серед есмінців типу «Хацухару», спорудили у 1933 році на верфі Uraga Dock. 
На момент вступу Японії до Другої світової війни «Ненохі» належав до 21-ї дивізії ескадрених міноносців, яка за планами японського командування певний час мала залишатись у водах метрополії. 7 грудня 1941-го «Ненохі» разом з іншими есмінцями вийшов із Внутрішнього Японського моря до островів Огасавара для супроводу великого з’єднання лінкорів. Останнє в разі потреби мало надати допомогу ударному авіаносному з’єднанню («Кідо Бутай»), яке поверталось після удару по Перл-Гарбору. Втім, японські авіаносці ніхто не переслідував і 13 грудня лінкори повернулись до Куре. А з 18 по 23 грудня «Ненохі» виходив у море для зустрічі та супроводу самого «Кідо Бутай».
За місяць 21-шу дивізію вирішили залучити до наступу на схід Нідерландської Ост-Індії. 14—22 січня 1942-го «Ненохі» та 3 інші есмінці ескортували танкерний конвой з Токуями (Токійська затока) до Давао на південному узбережжі філіппінського острова Мінданао (тут японці висадились ще 20 грудня 1941-го). Невдовзі дивізія «Ненохі» вийшла для підсилення загону, що провадив десантну операцію в Кендарі на південно-східному півострові Целебесу. Десантування тут успішно провели в перші години 24 січня, а 21-ша дивізія прибула сюди лише вранці 25 січня, при цьому один з її есмінців – «Хацухару» – майже одразу зіткнувся з легким крейсером та зазнав певних пошкоджень. Як наслідок, 25—29 січня «Ненохі» ескортував пошкоджений корабель до Давао.
6 лютого 1942-го «Ненохі» вийшов із затоки Старінг-Бей (поблизу Кендарі) із завданням супроводити транспорти з десантом для висадки в Макассарі на південно-західному півострові Целебеса (всього загін охорони включав 11 есмінців та легкий крейсер). Висадка в Макассарі успішно відбулася в ніч проти 9 лютого.
18 лютого 1942-го «Ненохі» та 2 есмінці й легкий крейсер вийшли з Макассару, забезпечуючи дистанційне прикриття загону, який мав висадити десант на острові Балі. У ніч проти 19 лютого відбулась вдала висадка на південному сході острова, проте вдень ворожа авіація змогла уразити один з транспортів, що затримало запланований відхід. Як наслідок, в ніч на 20 лютого есмінці десантного загону були вимушені вступити в бій з кораблями союзників, які прибули до Балі (зіткнення відоме як бій у протоці Бадунг). Загін прикриття рушив на допомогу, проте не встиг прибути до завершення бою. Після цього Ненохі приєднався до групи кораблів десантного загону та охороняв пошкоджений есмінець «Мітісіо», який на того ж дня змогли на буксирі довести до Макассару.
Наприкінці лютого підійшла до кульмінації операція з висадки десанту на сході головного острова Нідерландської Ост-Індії Яви, при цьому 21-ша дивізія залишалась у резерві. 27 – 28 лютого основне японське з’єднання виграло битву у Яванському морі, після чого 28 лютого – 1 березня «Ненохі» та інші есмінці його підрозділу безрезультатно провадили у протоці Балі пошук ворожих есмінців, які могли спробувати покинути Яванське море. 16 – 25 березня «Ненохі» прослідував з Макассару до Сасебо (обернене до Східнокитайського моря узбережжя острова Кюсю), де став на ремонт.
29 травня 1942-го «Ненохі» разом з 3 іншими есмінцями та легким крейсером вийшли з Омінато (база ВМФ на північному завершенні Хонсю) в межах операції по вторгненню на Алеути. На цей раз есмінець відносився до загону висадки на острові Атту, який також включав переобладнаний мінний загороджувач та транспорт. 7 червня провели десантування, яке не зустріло жодного спротиву через відсутність на острові гарнізона. Після цього «Ненохі» узявся за патрулювання в районі Атту, а 15 червня разом з легким крейсером та іншим есмінцем провів розвідку острова Амчитка (чотири сотні кілометрів на південний схід від Атту) з метою виявлення баз американської авіації (ворожі гідролітаки здійснювали нальоти на кораблі біля іншого захопленого японцями алеутського острова Киска).
4 липня 1942-го «Ненохі» перебував біля острова Агатту (кілька десятків кілометрів на південний схід від Атту), де супроводжував гідроавіаносець «Камікава-Мару». Цього дня підводний човен «Трайтен» торпедував есмінець і той затонув за 5 хвилин. Загинуло 188 членів екіпажу, ще 38 врятував есмінець «Інадзума».